# Паюн-Матру
Паю́н-Матру́ (ісп. Payún Matrú) — щитовий вулкан на півдні провінції Мендоса (департамент Маларгуе) в Аргентині у провінційному заповіднику Ла-Паюнія. Він розташований у задуговій області Андійського вулканічного поясу й утворився внаслідок субдукції плити Наска під Південноамериканську плиту. Паюн-Матру разом із вулканічними полями басейну Льянканело, Невадо та Саладо утворюють провінцію Паюнія. Із 2011 року він був запропонований як об'єкт Світової спадщини.
Паюн-Матру розвинувся на осадових і вулканічних породах, які старіли від мезопротерозою до третинного періоду. Він складається з великого щитового вулкана, закритого кальдерою, який утворився під час великого виверження між 168 000 і 82 000 років тому, високого складного вулкана (відомого як Паюн або Паюн-Лісо) і двох груп конусів шлаку та потоків лави. Плейстоценовий лавовий потік Пампас Ондуладас завдовжки 167—181 км і є найдовшим у світі четвертинним потоком лави.
Вулканічна активність у Паюн-Матру почалася в період пліо-плейстоцену та створила лавові поля, такі як Пампас Ондуладас, щитовий вулкан Паюн-Матру та вулкан Паюн. Після утворення кальдери вулканізм тривав як усередині кальдери у вигляді лавових куполів і потоків, так і за її межами з утворенням конусів шлаку та лавових потоків на схід і особливо на захід від Паюн-Матру. Вулканічна активність тривала в голоцені приблизно до 515 років тому. Усні перекази місцевих жителів містять згадки про більш ранні виверження.

## Назва
На місцевому діалекті термін Payún або Paium означає «бородатий», тоді як термін Matru перекладається як козел. Поле іноді також відоме як Payenia.

## Географія і геоморфологія

### Регіональна
Паюн-Матру розташований у департаменті Маляргве провінції Мендоса в Аргентині. Місцевість непривітна через відсутність придатної для використання води та значної висоти над рівнем моря. Тим не менш, в регіоні є багато доріг із твердим покриттям, таких як Національний автошлях 40, який проходить на захід від поля, і Національний маршрут 186, який проходить навколо його північної та східної частин. Вулкан розташований у межах провінційного заповідника Ла-Паюнья. Завдяки різноманіттю вулканічних форм рельєфу провінцію було включено до Попереднього списку об'єктів Світової спадщини ЮНЕСКО 2010 року, а в самому Паюн-Матру було виявлено ряд потенційних геомісць.
Активне поле є частиною задуговій області Південної вулканічної зони, вулканічної дуги 1000 км завдовжки  і один із чотирьох еруптивних поясів в Андах (інші три — Північна вулканічна зона, Центральна вулканічна зона та Австралійська вулканічна зона). Серед інших вулкани в регіоні слід відзначити Лагуна-дель-Мауле, майже строго на захід від Паюн-Матру.

### Місцева
Паюну-Матру — щитовий вулкан 15 км завширшки, підніжжя якого збігається з контуром висоти 1750 м і тягнеться в основному зі сходу на захід; піднімаючись на висоту близько 2 км над навколишньою місцевістю. Він охоплює близько 5200 км² землі з лавою і має різноманітні форми рельєфу. Ігнімбрити покривають і вирівнюють його північні та східні схили, тоді як на заході та півдні переважають лавові куполи та кулі; вони часто мають шорстку поверхню і їх важко пройти. Нижні схили більш пологі і вкриті плейстоцен-голоценовими лавовими потоками. Вітрова ерозія створила маркування підошви, канавки та ярданги в межах ігнімбритів, наприклад у західному секторі, де ярданги сягають висоти 8 м і 100 м завширшки. Загальний обсяг цього щита становить близько 240 км³.

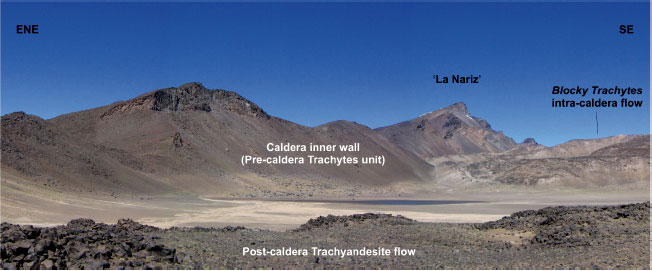
Вид зсередини кальдери

Кальдера розмірами 7-8 км завдовжки і 480 м вглиб лежить у верхній частині щита і займає площу близько 56 км². Вона оточена кількома вершинами, до яких входять за годинниковою стрілкою з півночі Наріс/Пунта-дель-Паюн 3650 м заввишки, Пунта Медіа, Пунта-Сур (3450 м), Серро-Матру або Паюн (приблизно 3700 м). Однак на полі Серро Матру виглядає меншим, ніж Наріс. Колись кальдера була 8-9 км завширшки, але ерозія флангів і пізніша активність зменшили її розмір і поховали край під кулями, лавовими куполами, потоками лави і конусами пемзи, які утворилися після обвалу кальдери. Винятком є північна та південна стіни, які майже вертикальні; виходять залишки давнього андезитового і трахіандезитового вулканізму. У кальдері також є постійне озеро, відоме як Лагуна, що живиться за рахунок танення снігу та випадкових опадів.
Найвище поле активної точки Матру — це конічний, еродований стратовулкан Паюн висотою 3796 м. Він також відомий як Паюн-Лісо, Цей вулкан здіймається на 1,8 км з південного боку Паюн-Матру, за 10 км від кальдери. У нього є вершинний кратер, відкритий на півночі об'ємом близько 40 км³.

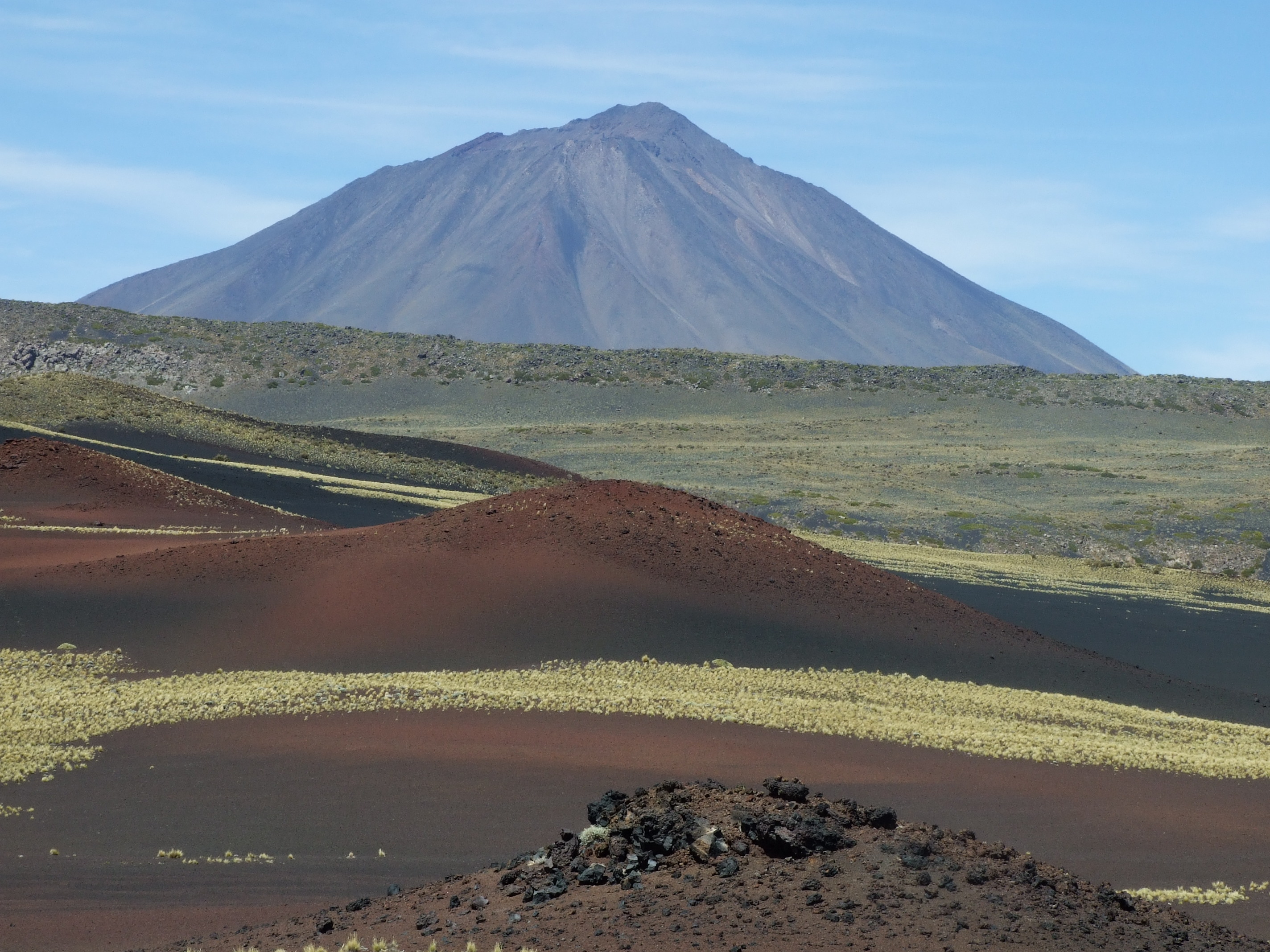
Вулкан Паюн
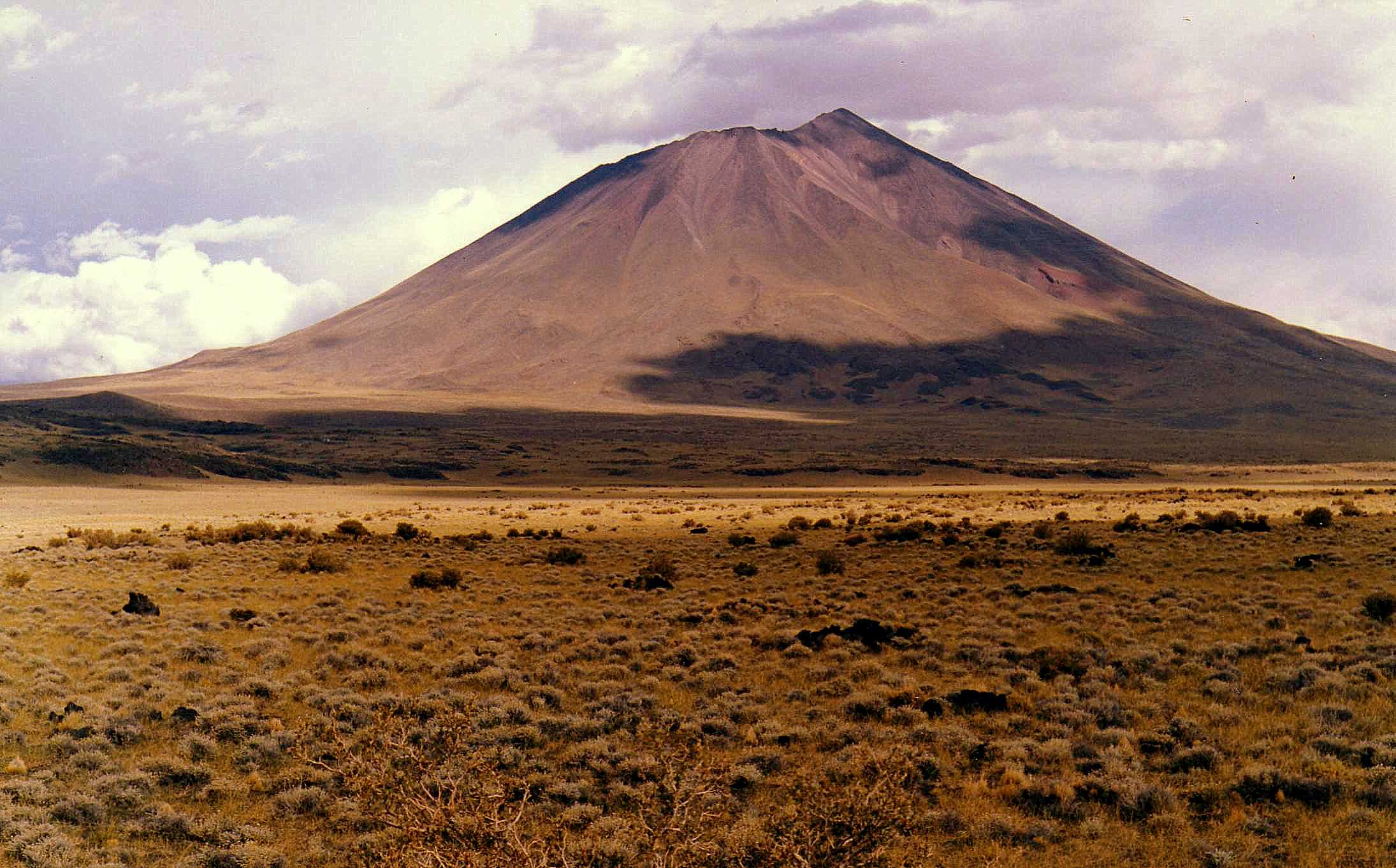
Вулкан Паюн
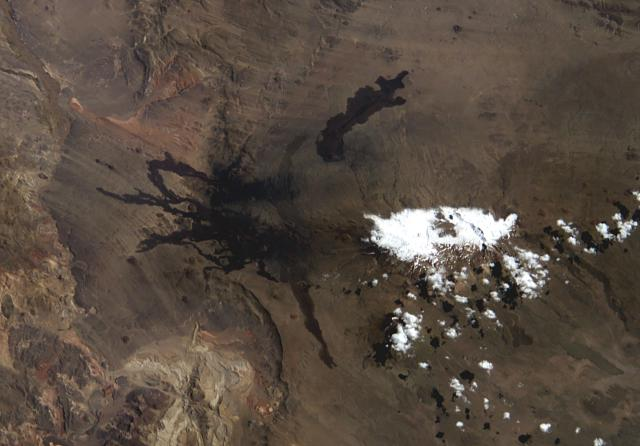
Паюн-Матру, вид із космосу

#### Вулканічне поле Паюн-Матру
Окрім кальдери, поле містить близько 300 окремих вулканічних жерл із різноманітною морфологією, розподілених у західній групі Лос-Волканес, яке сягає річки Ріо-Гранде та східних груп Гуадалосо та Ель-Ренго. Ці поля також відомі як Західний Паюн-Матру або Західний Паюн та Східний Паюн-Матру або Східний Паюн відповідно. Ще два розриви, відомі як «Чапуа» і «Пуенте», були виявлені на схід від Паюн-Матру. Усі ці групи включають тріщинні отвори, лапілієві конуси, шлакові конуси та стромболійські конуси. Ці об'єкти сягають до 225 м заввишки і пов'язані з потоками лави і пірокластичними блоками. Вентиляційні отвори в групі Лос-Волканес розташовані на двох окремих поясах. Перенесення попелу вітром утворило хвости попелу в окремих вентиляційних отворах.
Старіші лавові потоки мають поверхню паговегове з лавовими трубками та напірними гребенями, тоді як потоки голоцену частіше являють собою лаву з блоковими поверхнями. Деякі потоки досягли річки Ріо-Гранде на захід від Паюн-Матру, перегородивши її; пізніше річка прорізала й утворила столоподібні рельєфи та каньйони. Одним із них є щілинний каньйон, відомий як Ла-Пасарела, де чітко видно структури потоків лави, такі як з'єднання в скелях і везикули. Усе поле займає площу понад 12 000 км² і деякі з його потоків досягли озера Льянканело на північ від Паюн-Матру та річки Десагуадеро на сході. За оцінками, обсяг усього вулкана Паюн-Матру сягає 350 км³; вулканічна будівля утворилася в основному в результаті стромболійського та гавайського вивержень.

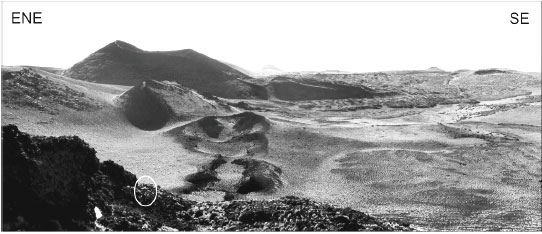
Шлакові конуси на розломі Ла-Карбонілья

Конуси розташовані вздовж східних або північно-східних ліній, які співвідносяться з геологічними структурами фундаменту і, як видається, відображають тектонічні напруження під землею. Серед цих лінеаментів є тріщина Ла-Карбонілья, яка проходить у напрямку схід-захід і виступає у східній частині поля; у центральному секторі вона прихована кальдерою, а в західному — похована потоками лави. Ла-Карбонілья є розломом, який, здається, мав важливий вплив на розвиток комплексу Паюн-Матру в цілому. Тріщинні хребти та подовжені ланцюги отворів і конусів підкреслюють контроль, який лінеаменти здійснюють над вулканічними виверженнями. У районі вершини конуси пемзи вирівнюються вздовж краю кальдери.
Серед конусів у Паюн-Матру є пліо-плейстоценові (від 5,333 мільйонів років тому до 11 700 років тому) Морадос Грандес на схід і конуси навколо вулкана Півель на північний схід від поля, відповідно; конуси Гвадалосос, Ла-Міна та Монтон-де-Серрос у північній частині поля; і голоценові конуси в східній і західній частині поля. Серед них конуси Лос-Морадос, Морадо-Сур і вулкан Санта-Марія в східній і північно-східній частині поля не еродовані і, ймовірно, мають недавній вік. Ці конуси є джерелом помітних потоків чорної лави в західній частині поля; деякі потоки лави перевищують 30 км завдовжки.
- Лос-Морадос — це комплекс шлакових конусів і жерл різного віку[49], який під час свого закладення зазнав обвалу сектора, інтенсивної стромболійської активності та сплаву і повторного загоєння схилів, викликаного потоком лави.[50]
- На південному сході та сході Лос-Морадос межує з рівниною Пампас-Неграс[51], яка утворилася в результаті стромболійських вивержень та переробляється вітром з утворенням дюн.[32]
- Морадо-Сур складається з двох вирівняних конусів, які утворилися під час одного виверження та вкриті червонуватими відкладеннями;[52] він також має кілька вентиляційних отворів і лавових потоків. [53]
- Вулкан Санта-Марія — це конус із невеликим кратером, покритий червоним шлаком і лавовими бомбами.[54] Він 180 м заввишки і пов'язаний із територією під назвою «Ель-Сандіаль», де лавові бомби залишили сліди, такі як ударні кратери та аеродинамічно деформовані скелі.[55]

#### Пампас Ондуладас та інші гігантські потоки лави
Паюн-Матру є джерелом найдовшого четвертинного (останній 2,58 мільйонів років тому) лавового потоку на Землі — Пампас Ондуладас у східному та північному секторах вулканічного поля. Потік бере початок на східному боці вулканічного поля в розломі Ла-Карбонілья і з часом розпадається на більш короткий («лавовий потік Лланканело», 60-63 км завдовжки) північно-західна та довша південно-східна гілка, яка сягає аж до алювіальної тераси річки Саладо в провінції Ла-Пампа.
Цей складний потік лави рухався над пологою місцевістю і вкритий лавовими підйомами]] та лавовими тумулами]] особливо в областях, де потік стикався з перешкодами в топографії. Існують певні відмінності в його зовнішньому вигляді між широким, вирівняним початковим проксимальним сектором і більш звивистим дистальним сектором. Незвичайно швидка течія лави під впливом її низької в'язкості та сприятливого рельєфу зрештою накопичилася до об'єму щонайменше 7,2 км³, площі поверхні близько 739 км² і залежно від вимірювання завдовжки 167—181 км. Процес, за допомогою якого утворюються такі довгі потоки лави, був пояснений як «роздування», під час якого лава утворює кірку, яка захищає її від втрати тепла; таким чином захищений лавовий потік зрештою роздувається від надходження нової магми, утворюючи систему перекриваючих і з'єднаних між собою частин потоку лави. Такі потоки лави відомі як «потоки листів». Частини потоку лави Пампас Ондуладас були поховані новішими потоками лави.
Разом із лавою Пйорса в Ісландії та лавовими потоками Тумба й Ундара у Квінсленді, Австралія, це один із небагатьох четвертинних лавових потоків, довжина яких сягала понад 100 км і його порівнювали з деякими довгими потоками лави на Марсі. На південний захід від Пампас Ондуладас лежать лавові потоки Лос-Каррісалес, які частково просунулися навіть на більшу відстань, ніж Пампас Ондуладас, але через більш прямий курс вважаються коротшим, ніж лавовий потік Пампас Ондуладас і Ла-Карбонілья, який, як і Лос-Каррісалес, поширився на південний схід і розташований на захід від останнього. Додаткові великі потоки лави розташовані в західній частині поля і нагадують потік лави Пампас Ондуладас, такий як формація Ель-Пуенте поблизу річки Ріо-Гранде, можливо, недавнього віку. Довгі потоки лави також були створені вулканічними центрами безпосередньо на південь від Паюн-Матру, включаючи потоки Ель-Корково, Пампа-де-Луанко і Пампа-де-Ранкелько 70-122 км завдовжки.

#### Гідрографія та невулканічний ландшафт
Крім озера в кальдері, район Паюн-Матру здебільшого позбавлений постійних джерел води, причому більшість водойм, які приваблюють людей, є або тимчасовими, так званими тоскалес, або ефемерними. Так само в полі немає постійних річок, і більша частина опадів швидко просочується у водопроникний або піщаний ґрунт. Весь масив оточений піщаними рівнинами, які є просто вулканічними породами, вкритими еоловими відкладеннями; на рівнинах також є невеликі закриті басейни, які також трапляються в лавовій зоні.

## Геологія
На заході Південної Америки плита Наска та Антарктична плита занурюються під Південноамериканську плиту зі швидкістю 66-80 мм на рік , даючи початок Андійському вулканічному поясу. Вулканічний пояс не є суцільним і переривається проміжками, де субдукція мілкіша, а астеносфера між двома плитами відсутня. На північ від Паюн-Матру відбувається субдукція плоскої плити; у минулому субдукція плоскої плити також відбувалася далі на південь і мала помітний вплив на хімічний склад магми. Загалом режим субдукції в регіоні з часом був змінним.
Є свідчення докембрійського (старше 541 ± 0,1 мільйонів років тому) і пермсько-тріасового (298,9 ±0,15 до 201,3 ±0,2 мільйонів років тому) вулканізму (формація Choique Mahuida) у регіоні, але тривала перерва відокремлює їх від нещодавньої вулканічної активності, яка почалася в пліоцені (5,333–2,58 мільйонів років тому). У той час були розміщені базальтова формація Ель-Сенісо та андезитові вулканіти Серро-ель-Сайно. Цей вид вапняно-лужної вулканічної активності інтерпретується як наслідок субдукції плоскої плити упродовж міоцену (23,03-5,333 мільйонів років тому) і пліоцену і відбувся між двадцятьма і п'ятьма мільйонами років тому. Пізніше, упродовж пліоцену та четвертинного періоду, плита стала крутішою, і, ймовірно, як наслідок посилився вулканізм на землі, сягнувши піку між вісьмома і п'ятьма мільйонами років тому.

### Місцева
Скеля фундаменту під Паюн-Матру утворена породами від мезопротерозойського (1600—1000 рр. мільйонів років тому) до тріасового періодів блоку Сан-Рафаель, від мезозойських (251,902 ± 0,024 до 66 мільйонів років тому) до палеогенових відкладень басейну Неукен і міоценових лавових потоків таких як базальти третинного періоду Патагонії. Андійський орогенез під час міоцену згорнув і деформував фундамент, утворивши басейни та підняті блоки фундаменту, а пояс складчастості та насуву Маляргве лежить під частиною вулканічного поля. Нафта була видобута поблизу вулканічного родовища з відкладень мезозойського віку.
Паюн-Матру є частиною задугової вулканічної провінції, за 200 км на схід від Анд і 530 км на схід від Перуансько-Чилійського жолоба. Однак вулканічна активність все ще пов'язана із субдукцією плити Наска під Південноамериканську плиту; один запропонований механізм полягає в тому, що міоценова зміна режиму субдукції призвела до розвитку тектоніки розширення та розломів, які формують шляхи для підйому магми, тоді як інші механізми передбачають зміни в характеристиках мантії.

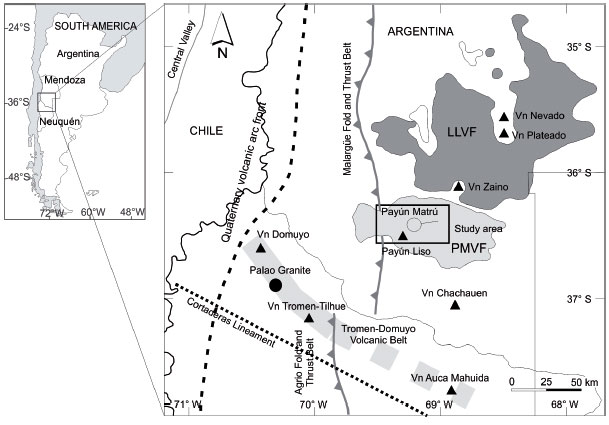
Геологічний контекст вулканів

Інші вулканічні поля в регіоні: вулканічне поле Льянканело, поле Невадо та поле басейну Саладо; перші два лежать на північ від Паюн-Матру, а останній на південь. Ці поля поділяються на основі геохімічних відмінностей і складаються з двох стратовулканів (власне Паюн-Матру і Невадо) і багатьох моногенетичних вулканів. Вулканічне поле є частиною більшої вулканічної провінції Паюнія, яка охоплює площу близько 36 000 км² у провінціях Ла-Пампа, Мендоса та Неукен і також відома як вулканічна провінція Паюнія або Андіно-Куяна. Моногенетичний вулканізм переважно базальтового складу був активним тут упродовж мільйонів років, що супроводжувалося утворенням кількох полігенетичних вулканів, утворюючи понад вісімсот моногенетичних конусів, хоча історичних вивержень не спостерігалося. Далі на південь розташовані вулкани Чачавен і Аука-Мауйда, тоді як вулкан Тромен розташований на південний захід від Паюн-Матру.

### Склад лави і магми
Вулканічне поле утворило породи зі складом від лужних базальтів до базальтів, трахіандезиту, базальтового трахіандезиту, трахібазальту та трахіту до ріоліту. Вони визначають вапняно-лужну вулканічну групу з деякими варіаціями між різними вулканічними центрами; Лос-Волканес утворені в основному вапняно-лужними магмами, тоді як Паюн і Паюн-Матру є більш багаті на калій і шошоніти. Вулканічні породи містять різну кількість вкраплень, включаючи лужний польовий шпат, амфібол, апатит, біотит, клінопіроксен, олівін, плагіоклаз і санідин, але не всі фази вкраплення можна знайти в кожній породі. Температури магми 1122—1276 °C були зафіксовані.
Вулканічні породи, вивержені в Паюн-Матру, нагадують базальтовий вулканізм океанського острова, що вказує на глибоке походження магми, хоча неглибоке походження також не можна виключити. Магнітотелуричні спостереження вказують на наявність структури, подібної до «шлейфу», яка піднімається від глибини 200—400 км поблизу краю плити Наска під Паюн-Матру; це може вказувати на те, що магма, яка вивержена у вулканічному полі, походить із таких глибин, які пояснюють базальтоподібний склад океансько-острівного типу.
Магма, викинута в Паюн-Матру, виникла під час часткового плавлення збагаченої мантії; отримані розплави потім піддаються кристалічному фракціонуванню, асиміляції матеріалу земної кори та змішуванню магми в магматичних коморах. Згодом магми виходять на поверхню через глибинні розломи. Будівля Паюн-Матру діє як перешкода для магм, які піднімаються на поверхню; ось чому в районі кальдери Паюн-Матру вивергаються лише розвинуті магми, тоді як основні магми досягли поверхні переважно за межами основної споруди.
Обсидіан із Паюн-Матру був знайдений в археологічних пам'ятках, хоча його використання не було широко поширеним у регіоні, можливо, через його низьку якість, труднощі доступу до вулканічного комплексу та те, що людська діяльність у Паюнії почалася лише порівняно пізно в голоцені та переважно з околиць регіону. Крім того, вулкан Паюн примітний великими кристалами гематитових псевдоморфозів, які виникли у фумаролах.

## Клімат, ґрунти та рослинність
Клімат у Паюн-Матру холодний і сухий із сильними західними вітрами. Річна температура коливається від 2 до 20 °C, тоді як середня температура в ширшому регіоні становить близько 15 °C, а середня річна кількість опадів становить 200—300 мм на рік. Загалом район Паюн-Матру характеризується континентальним кліматом із жарким літом, особливо на низьких висотах, і холодною зимою, особливо на високогір'ї. Клімат сухий через ефект дощової тіні в Андах, які перешкоджають вітрам, що несуть вологу, досягти Паюн-Матру, а сильні вітри та пов'язане з ними випаровування посилюють сухість. У західній частині вулканічного поля більшість опадів випадає взимку під впливом Анд, тоді як у східній частині більшість опадів випадає влітку. Вищі частини Паюн-Матру, можливо, піднімалися над сніговою лінією під час льодовикових періодів, і спостерігалися перигляціальні форми рельєфу. Палінологічні дані на півдні регіону вказують на те, що клімат був стабільним з пізнього плейстоцену.
Рослинність у вулканічному полі в основному характеризується поодинокими кущами, а також трав'янистою рослинністю, але невеликою кількістю дерев і класифікується як ксерофітна. Ґрунти неглибокі та переважно кам'янисті до лесових. Репрезентативними родами рослин є кактус опунція і трави тонконіг і ковила. Паюн-Матру є прихистком для ряду тварин, таких як броненосці, чорногрудий канюк-орлан, кондори, нанду Дарвіна, гуанако, мара, пампаська лисиця або південноамериканська сіра лисиця, пума та віскача південна. Деякі ящірки могли розвинутися на вулканах.

## Виверження

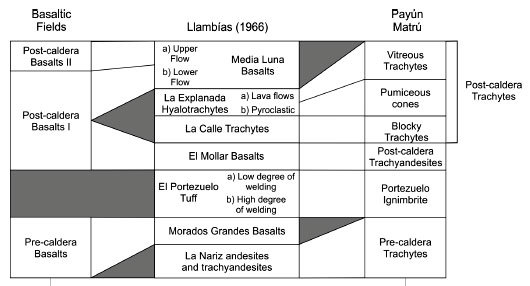
Стратиграфія Паюн-Матру

Геологічна історія вулканічного поля Паюн-Матру погано датована, але поле було активним принаймні з пліоцену. Старіший вулканізм, здається, розташований у східній частині поля, де вік від 0,95 ± 0,5 до 0,6 ± 0,1 мільйонів років тому були отримані за допомогою калій-аргонового датування. Лавові потоки були розділені на старшу групу Пуенте та молодшу групу Тромен, які мають плейстоценовий, плейстоцен-голоценовий вік відповідно; також була визначена формація Чапуа пліо-плейстоценового віку. Східний вулканізм також відомий як докальдерна базальтова одиниця; його західний аналог, ймовірно, похований під більш молодими продуктами виверження.
Перша вулканічна активність відбулася на захід і схід від Паюн-Матру і включала викид лавових потоків олівінового базальту. Протяжний потік лави Пампас-Ондуладас вивергся 373 000 ± 10 000 років тому і поховав частини лавового поля Лос-Каррісалес віком 400 000 ± 100 000 років; обидва мають гавайський склад. Вулкан Паюн утворився приблизно 265 000 ± 5 000 років тому впродовж приблизно 2000–20 000 років. Передбачувана швидкість виверження 0,004 km3/kyr подібна до типової швидкості виверження вулканічної дуги, наприклад на горі Сент-Геленс.
Основний масив Паюн-Матру утворився приблизно за 600 000 років, а найдавніші трахітові породи датуються 700 000 років тому. Він складається з лавових і ігнімбритових докальдерних трахітових одиниць і з трахіандезитових і трахітових порід, причому трахіт є найважливішим компонентом. Можливо, перед обвалом кальдери масив утворив високу споруду типу вулкана Паюн.
Утворення кальдери збігається з виверженням ігнімбриту Портесуело/Формації Портесуело і відбулося між 168 000 ± 4000 і 82 000 ± 2000 років тому. Ця формація ігнімбриту, де вона не похована більш молодими продуктами виверження, поширюється радіально навколо кальдери та сягає максимальної відкритої товщини 25 м;  вона охоплює площу близько 2200 км² на північному і південному боці Паюн-Матру, і її обсяг оцінюється приблизно в 25-33 км³. Подія, ймовірно, була спричинена входженням мафічної магми в магматичний очаг і її неповним змішуванням з уже існуючими розплавами магматичного осередку або тектонічними процесами; в результаті Плінієвого виверження утворилася колона виверження, яка зруйнувалася, утворюючи ігнімбрити. Різні шари магми в магматичній камері були вивергнуті під час виверження, і зрештою вершина вулкана також обвалилася, утворивши кальдеру; активність тривала і створювала лавові куполи і потоки в районі кальдери. Ці посткальдерні вулканічні утворення підрозділяються на три окремі літофації.
Базальтова і трахіандезитова діяльність тривали і після утворення кальдери. Морфологія вказує на те, що вулканічні конуси вулканів Ель-Ренго та Лос-Вольканес голоценового віку, тоді як джерела Гвадалосо утворилися під час пліо-плейстоцену. Вік зі східного боку становить 148 000 ± 9 000 років тому, він походить із північного сходу від кальдери Паюн-Матру.
Нерозірвані вулканічні конуси та темні базальтові лави вказують на те, що активність тривала в голоцені. Усна традиція місцевого корінного племені вказує на те, що вулканічна активність мала місце упродовж останніх кількох століть, хоча жодних вивержень не спостерігалося з моменту поселення європейців. Майбутні виверження вулканів навряд чи становлять небезпеку, враховуючи низьку щільність населення регіону, хоча дороги можуть бути перерізані, а в річках можуть утворитися лавові дамби. Паюн-Матру вважається 24-м найнебезпечнішим вулканом Аргентини із 38.
Різні методи датування дозволили встановити різний вік вивержень вулканів пізнього плейстоцену-голоцену:
- 44 000 ± 2 000 років тому, датування експозиції поверхні.[120]
- 43 000–41 000 ± 3 000 років тому, датування на поверхні, формація Ель-Пуенте. Потоки базальтової лави цієї формації сягають віку приблизно 320 000 ± 5 000 років, що означає тривалу історію розміщення.[121]
- 41 000 ± 1 000 років тому, лежить в основі лавового потоку Лос-Морадос.[122]
- 37 000 ± 3 000 років тому, датування поверхні,[120] поблизу річки Ріо-Гранде. [51]
- 37 000 ± 1 000 років тому відкладення опадів Ла-Планчада.[123]
- 37 000 ± 2 000 років тому, північно-західний бік кальдери.[124]
- 28 000 ± 5 000 років тому, калій-аргонове датування, лавовий потік[123] на західному боці.[125]
- 26 000 ± 5 000 років тому, калій-аргонове датування, поблизу Ріо-Гранде.[125]
- 26 000 ± 2 000 років тому, калій-аргонове датування, не те саме, що потік 26 000 ± 5 000.[125]
- 26 000 ± 1000 років тому, калій-аргонове датування, ріолітичний лавовий потік у групі Ла-Кальє. [123]
- 20 000 ± 7 000 років тому, на північ від кальдери Паюн-Матру.[117]
- 16 000 ± 1000 років тому, лежить в основі лавового потоку Лос-Морадос.[122]
- 15 200 ± 900 років тому[126], калій-аргонове датування, потік лави на північно-західному[123] — західному боці.[125]
- 9000 років тому, калій-аргонове датування.[120]
- 7000 ± 1000 років тому, калій-аргонове датування, Ескоріал-дель-Матру в межах кальдери.[123]
- <7000 років тому, калій-аргонове датування, трахіандезитовий лавовий потік[123] у західній частині поля.[125]
- 4760 ± 450 років до теперішнього часу, термолюмінесцентне датування.[120]
- 6900 ± 650 років до теперішнього часу, термолюмінесцентне датування на конусах Гвадалосос.[120]
- 2000 ± 2000 років тому, датування виходу на поверхню, молодий лавовий потік на заході.[127]
- Термолюмінесцентне датування вулкану Санта-Марія[120] датується 1470 роками до теперішнього часу, хоча також було вказано набагато старший вік 496 000 ± 110 000 років тому.[55]
- 515 ± 50 років[128] до теперішнього часу, термолюмінесцентне датування на конусі Морадо-Сур.[120]

### Цитування
1. 1 2 3 4  Díaz та F, 1972, с. 9.
2. 1 2 3 4 5  Germa та ін., 2010, с. 718.
3. 1 2 3  Blazek та Lourdes, 2017, с. 90.
4. ↑  Díaz та F, 1972, с. 24.
5. 1 2 3  Risso, Németh та Martin, 2006, с. 486.
6. ↑  Inbar та Risso, 2001, с. 331.
7. 1 2  Corbalán, Valeria; Debandi, Guillermo; Kubisch, Erika (1 жовтня 2013). Thermal ecology of two sympatric saxicolous lizards of the genus Phymaturus from the Payunia region (Argentina). Journal of Thermal Biology. 38 (7): 385. doi:10.1016/j.jtherbio.2013.05.006. ISSN 0306-4565.
8. ↑  Mikkan, 2014, с. 31.
9. ↑  Risso, Németh та Martin, 2006, с. 485—487.
10. 1 2 3  Germa та ін., 2010, с. 717.
11. ↑  Espanon та ін., 2014, с. 115.
12. 1 2 3 4 5  Payún Matru. Global Volcanism Program. Смітсонівський інститут. (англ.)
13. 1 2 3 4  Hernando та ін., 2019, с. 454.
14. 1 2 3 4 5  Díaz та F, 1972, с. 15.
15. 1 2  Sato та ін., 2012, с. 160.
16. 1 2 3 4 5 6  Burd та ін., 2008, с. 91.
17. 1 2 3 4 5 6 7 8 9 10 11 12 13 14 15 16 17 18  Germa та ін., 2010, с. 719.
18. ↑  Blake, S. (1990). Viscoplastic Models of Lava Domes. Lava Flows and Domes. IAVCEI Proceedings in Volcanology. Т. 2. Springer, Berlin, Heidelberg. с. 93. doi:10.1007/978-3-642-74379-5_5. ISBN 978-3-642-74381-8.
19. 1 2 3  Díaz та F, 1972, с. 16.
20. 1 2  Risso, Németh та Martin, 2006, с. 487.
21. ↑  Inbar та Risso, 2001b, с. 660.
22. ↑  Germa та ін., 2010, с. 727.
23. 1 2 3 4 5  Hernando та ін., 2016, с. 152.
24. 1 2  Hernando та ін., 2019, с. 19.
25. 1 2  Rossotti та ін., 2008, с. 134.
26. 1 2 3  Hernando та ін., 2014, с. 124.
27. 1 2 3 4 5 6 7  Marchetti, Hynek та Cerling, 2014, с. 67.
28. ↑  Germa та ін., 2010, с. 720.
29. 1 2  Germa та ін., 2010, с. 725.
30. 1 2  Mikkan, 2017, с. 88.
31. ↑  Németh та ін., 2011, с. 103.
32. 1 2 3 4 5  Németh та ін., 2011, с. 105.
33. ↑  Inbar та Risso, 2001b, с. 662.
34. 1 2 3  Espanon та ін., 2014, с. 117.
35. 1 2  Germa та ін., 2010, с. 721.
36. ↑  Risso, Nemeth та Nullo, 2009, с. 25.
37. 1 2 3 4 5 6  Rossotti та ін., 2008, с. 133.
38. 1 2 3 4 5  Inbar та Risso, 2001, с. 325.
39. ↑  Hernando та ін., 2014, с. 132.
40. 1 2 3  Mazzarini та ін., 2008, с. 5.
41. 1 2 3 4 5 6  Espanon та ін., 2014, с. 116.
42. ↑  Rossotti та ін., 2008, с. 145.
43. ↑  Hernando та ін., 2014, с. 127.
44. ↑  Hernando та ін., 2019, с. 461.
45. 1 2 3 4 5 6 7 8  International Chronostratigraphic Chart (PDF). International Commission on Stratigraphy. August 2018. Архів (PDF) оригіналу за 7 вересня 2018. Процитовано 13 липня 2019.
46. ↑  Blazek та Lourdes, 2017, с. 99.
47. ↑  Blazek та Lourdes, 2017, с. 100.
48. ↑  Mikkan, 2017, с. 87.
49. ↑  Németh та ін., 2011, с. 107.
50. ↑  Németh та ін., 2011, с. 114—115.
51. 1 2 3  Németh та ін., 2011, с. 104.
52. ↑  Mikkan, 2017, с. 88—89.
53. ↑  Mikkan, 2017, с. 99.
54. ↑  Risso, Nemeth та Nullo, 2009, с. 18.
55. 1 2  Risso, Németh та Martin, 2006, с. 485.
56. ↑  Mikkan, 2014, с. 43.
57. 1 2  Espanon та ін., 2014, с. 114.
58. 1 2 3  Rossotti та ін., 2008, с. 132.
59. 1 2  Pasquarè, Bistacchi та Mottana, 2005, с. 130.
60. ↑  Rossotti та ін., 2008, с. 138.
61. ↑  Massironi та ін., 2007, с. 1.
62. ↑  Espanon та ін., 2014, с. 120.
63. ↑  Pasquarè, Bistacchi та Mottana, 2005, с. 132.
64. 1 2  Espanon та ін., 2014, с. 125.
65. ↑  Espanon та ін., 2014, с. 128.
66. ↑  Massironi та ін., 2007, с. 2.
67. 1 2  Pasquarè, Bistacchi та Mottana, 2005, с. 129.
68. ↑  Sumino та ін., 2019, Fig 1.
69. ↑  Sumino та ін., 2019, с. 4.
70. ↑  Díaz та F, 1972, с. 18.
71. ↑  Díaz та F, 1972, с. 17.
72. 1 2  Díaz та F, 1972, с. 19.
73. ↑  Mazzarini та ін., 2008, с. 2.
74. 1 2  Pomposiello та ін., 2014, с. 813.
75. 1 2 3 4  Burd та ін., 2008, с. 90.
76. ↑  Díaz та F, 1972, с. 81.
77. ↑  Mazzarini та ін., 2008, с. 4.
78. ↑  Díaz та F, 1972, с. 82.
79. ↑  Pomposiello та ін., 2014, с. 814.
80. ↑  Hernando та ін., 2014, с. 123.
81. ↑  Hernando та ін., 2019, с. 17.
82. ↑  Sumino та ін., 2019, с. 7.
83. ↑  Inbar та Risso, 2001, с. 323.
84. ↑  Blazek та Lourdes, 2017, с. 88.
85. 1 2  Sumino та ін., 2019, с. 6.
86. ↑  Hernando та ін., 2016, с. 151.
87. ↑  Hernando та ін., 2014, с. 122.
88. ↑  Pomposiello та ін., 2014, с. 822.
89. ↑  Germa та ін., 2010, с. 724.
90. ↑  Hernando та ін., 2016, с. 154.
91. ↑  Germa та ін., 2010, с. 723—724.
92. 1 2  Hernando та ін., 2016, с. 167.
93. ↑  Nabighian, Misac N., ред. (1991). The Magnetotelluric Method. Electromagnetic methods in applied geophysics. Vol. 2, Applications, Parts A and B. Tulsa, OK: Society of Exploration Geophysicists. ISBN 978-1560802686. OCLC 778681058.
94. ↑  Burd та ін., 2008, с. 93.
95. ↑  Spakman та ін., 2014, с. 211.
96. ↑  Germa та ін., 2010, с. 728.
97. ↑  Spakman та ін., 2014, с. 234.
98. ↑  Hernando та ін., 2016, с. 163.
99. ↑  Allaby, Michael (2013). A Dictionary of Geology and Earth Sciences (англ.). OUP Oxford. с. 208. ISBN 978-0199653065.
100. 1 2  Germa та ін., 2010, с. 729.
101. ↑  Giesso, M.; Durán, V.; Neme, G.; Glascock, M. D.; Cortegoso, V.; Gil, A.; Sanhueza, L. (2011). A Study of Obsidian Source Usage in the Central Andes of Argentina and Chile. Archaeometry (англ.). 53 (1): 16. doi:10.1111/j.1475-4754.2010.00555.x. ISSN 1475-4754.
102. ↑  Payún volcano, Altiplano de Payún Matru, Malargüe Department, Mendoza Province, Argentina. Mindat.org. Архів оригіналу за 18 квітня 2019. Процитовано 28 травня 2019.
103. 1 2 3  Inbar та Risso, 2001b, с. 658.
104. 1 2 3  Mikkan, 2014, с. 34.
105. ↑  Díaz та F, 1972, с. 20.
106. ↑  Inbar та Risso, 2001b, с. 659.
107. ↑  Inbar та Risso, 2001, с. 326.
108. ↑  Díaz та F, 1972, с. 22.
109. ↑  Risso, Nemeth та Nullo, 2009, с. 21.
110. ↑  Lobo, Fernando; Barrasso, Diego A.; Hibbard, Thomas; Quipildor, Matías; Slodki, Demian; Valdecantos, Soledad; Basso, Néstor G. (May 2021). Morphological and Genetic Divergence within the Phymaturus payuniae Clade (Iguania: Liolaemidae), with the Description of Two New Species. South American Journal of Herpetology. 20 (1): 63. doi:10.2994/SAJH-D-18-00082.1. ISSN 1808-9798. S2CID 235543849. Архів оригіналу за 6 грудня 2021. Процитовано 7 грудня 2021.
111. ↑  Inbar та Risso, 2001, с. 324—325.
112. 1 2  Inbar та Risso, 2001, с. 324.
113. ↑  Espanon та ін., 2014, с. 126.
114. ↑  Rossotti та ін., 2008, с. 141.
115. 1 2 3  Hernando та ін., 2016, с. 153.
116. ↑  Hernando та ін., 2019, с. 29.
117. 1 2  Spakman та ін., 2014, с. 212.
118. ↑  Perucca, Laura P.; Moreiras, Stella M. (1 січня 2009), Latrubesse, Edgardo M. (ред.), Natural Hazards and Human-Exacerbated Disasters in Latin America, Developments in Earth Surface Processes, Natural Hazards and Human-Exacerbated Disasters in Latin America, Elsevier, т. 13, с. 293, doi:10.1016/S0928-2025(08)10014-1, ISBN 978-0444531179
119. ↑  Garcia, Sebastian; Badi, Gabriela (1 листопада 2021). Towards the development of the first permanent volcano observatory in Argentina. Volcanica (англ.). 4 (S1): 26. doi:10.30909/vol.04.S1.2148. ISSN 2610-3540. S2CID 240436373. Архів оригіналу за 23 листопада 2021. Процитовано 6 грудня 2021.
120. 1 2 3 4 5 6 7  Blazek та Lourdes, 2017, с. 102.
121. ↑  Marchetti, Hynek та Cerling, 2014, с. 73.
122. 1 2  Mikkan, 2017, с. 89.
123. 1 2 3 4 5 6  Germa та ін., 2010, с. 723.
124. ↑  Sato та ін., 2012, с. 166.
125. 1 2 3 4 5  Marchetti, Hynek та Cerling, 2014, с. 69.
126. ↑  Schimmelpfennig, Irene; Benedetti, Lucilla; Garreta, Vincent; Pik, Raphaël; Blard, Pierre-Henri; Burnard, Pete; Bourlès, Didier; Finkel, Robert; Ammon, Katja (15 травня 2011). Calibration of cosmogenic 36Cl production rates from Ca and K spallation in lava flows from Mt. Etna (38°N, Italy) and Payun Matru (36°S, Argentina). Geochimica et Cosmochimica Acta. 75 (10): 2619. Bibcode:2011GeCoA..75.2611S. doi:10.1016/j.gca.2011.02.013. ISSN 0016-7037.
127. ↑  Marchetti, Hynek та Cerling, 2014, с. 69,73.
128. ↑  Mikkan, 2017, с. 90.

### Загальні джерела
- Blazek, González; Lourdes, Verónica (1 червня 2017). Evolución morfológica y morfométrica de los conos volcánicos monogenéticos de los campos volcánicos de Payún Matrú, Llancanelo y Cuenca del Río Salado. Boletín de Estudios Geográficos (ісп.) (107). ISSN 0374-6186. Архів оригіналу за 21 січня 2019. Процитовано 20 січня 2019.
- Burd, Aurora; Booker, John; Pomposiello, Cristina; Favetto, Alicia; Larsen, Jimmy; Giordanengo, Gabriel; Orozco Bernal, Luz (1 січня 2008). Electrical conductivity beneath the Payún Matrú Volcanic Field in the Andean back-arc of Argentina near 36.5°S: Insights into the magma source. Proceedings of the 7th International Symposium on Andean Geodynamics (англ.). Процитовано 20 січня 2019 — через ResearchGate.
- Díaz, González; F, Emilio (1972). Descripción Geológica de la Hoja 30 d, Payún-Matrú (ісп.). Servicio Nacional Minero Geológico. Архів оригіналу за 22 червня 2019. Процитовано 20 січня 2019.
- Espanon, Venera R.; Chivas, Allan R.; Phillips, David; Matchan, Erin L.; Dosseto, Anthony (1 грудня 2014). Geochronological, morphometric and geochemical constraints on the Pampas Onduladas long basaltic flow (Payún Matrú Volcanic Field, Mendoza, Argentina). Journal of Volcanology and Geothermal Research. 289: 114—129. Bibcode:2014JVGR..289..114E. doi:10.1016/j.jvolgeores.2014.10.018. ISSN 0377-0273. Архів оригіналу за 19 серпня 2016. Процитовано 21 серпня 2019.
- Germa, A.; Quidelleur, X.; Gillot, P. Y.; Tchilinguirian, P. (1 квітня 2010). Volcanic evolution of the back-arc Pleistocene Payun Matru volcanic field (Argentina). Journal of South American Earth Sciences. 29 (3): 717—730. Bibcode:2010JSAES..29..717G. doi:10.1016/j.jsames.2010.01.002. hdl:11336/98912. ISSN 0895-9811.
- Hernando, I. R.; Franzese, J. R.; Llambías, E. J.; Petrinovic, I. A. (21 травня 2014). Vent distribution in the Quaternary Payún Matrú Volcanic Field, western Argentina: Its relation to tectonics and crustal structures. Tectonophysics. 622: 122—134. Bibcode:2014Tectp.622..122H. doi:10.1016/j.tecto.2014.03.003. hdl:11336/32388. ISSN 0040-1951.
- Hernando, I. R.; Petrinovic, I. A.; Gutiérrez, D. A.; Bucher, J.; Fuentes, T. G.; Aragón, E. (15 жовтня 2019). The caldera-forming eruption of the quaternary Payún Matrú volcano, Andean back-arc of the southern volcanic zone. Journal of Volcanology and Geothermal Research. 384: 15—30. Bibcode:2019JVGR..384...15H. doi:10.1016/j.jvolgeores.2019.07.003. ISSN 0377-0273. S2CID 198405888.
- Hernando, Irene Raquel; Petrinovic, Ivan Alejandro; Llambías, Eduardo Jorge; D'Elia, Leandro; González, Pablo Diego; Aragón, Eugenio (1 лютого 2016). The role of magma mixing and mafic recharge in the evolution of a back-arc quaternary caldera: The case of Payún Matrú, Western Argentina. Journal of Volcanology and Geothermal Research. 311: 150—169. Bibcode:2016JVGR..311..150H. doi:10.1016/j.jvolgeores.2016.01.008. ISSN 0377-0273. Архів оригіналу за 19 жовтня 2021. Процитовано 9 лютого 2022.
- Hernando, I. R.; Petrinovic, I. A.; D'Elia, L.; Guzmán, S.; Páez, G. N. (1 березня 2019). Post-caldera pumice cones of the Payún Matrú caldera, Payenia, Argentina: Morphology and deposits characteristics. Journal of South American Earth Sciences. 90: 453—462. Bibcode:2019JSAES..90..453H. doi:10.1016/j.jsames.2018.12.017. ISSN 0895-9811. S2CID 135210762.
- Inbar, M.; Risso, C. (1 січня 2001). A morphological and morphometric analysis of a high density cinder cone volcanic field – Payun Matru, south-central Andes, Argentina. Zeitschrift für Geomorphologie (англ.). 45 (3): 321—343. Bibcode:2001ZGm....45..321I. doi:10.1127/zfg/45/2001/321. Архів оригіналу за 22 червня 2019. Процитовано 20 січня 2019.
- Inbar, Moshe; Risso, Corina (2001b). Holocene yardangs in volcanic terrains in the southern Andes, Argentina. Earth Surface Processes and Landforms (англ.). 26 (6): 657—666. Bibcode:2001ESPL...26..657I. doi:10.1002/esp.207. ISSN 1096-9837. S2CID 55861170.
- Marchetti, David W.; Hynek, Scott A.; Cerling, Thure E. (1 лютого 2014). Cosmogenic 3He exposure ages of basalt flows in the northwestern Payún Matru volcanic field, Mendoza Province, Argentina. Quaternary Geochronology. Tracking the pace of Quaternary landscape change with cosmogenic nuclides. 19: 67—75. Bibcode:2014QuGeo..19...67M. doi:10.1016/j.quageo.2012.10.004. ISSN 1871-1014.
- Massironi, M; Pasquarè, G; Giacomini, Lorenza; Frigeri, Alessandro; Bistacchi, Andrea; Federico, Costanzo (1 червня 2007). The Payun-Matru lava field: a source of analogues for Martian long lava flows (PDF). Exploring Mars and its Earth Analogues. ResearchGate (англ.). Процитовано 20 січня 2019.
- Mazzarini, F.; Fornaciai, A.; Bistacchi, A.; Pasquarè, F. A. (2008). Fissural volcanism, polygenetic volcanic fields, and crustal thickness in the Payen Volcanic Complex on the central Andes foreland (Mendoza, Argentina) (PDF). Geochemistry, Geophysics, Geosystems (англ.). 9 (9): n/a. Bibcode:2008GGG.....9.9002M. doi:10.1029/2008GC002037. hdl:11383/7012. ISSN 1525-2027. Архів (PDF) оригіналу за 5 липня 2022. Процитовано 3 вересня 2019.
- Mikkan, Raúl (2014). Payunia, campos volcánicos Llancanelo y Payún Matrú: Patrimonio mundial. Tiempo y Espacio (ісп.) (33): 31—47. ISSN 0719-0867. Архів оригіналу за 21 січня 2019. Процитовано 20 січня 2019.
- Mikkan, Raúl (22 червня 2017). Morfología compleja y dinámica de los conos monogenéticos Los Morados Sur en el campo volcánico Payún Matrú, Malargüe, Mendoza. Boletín de Estudios Geográficos (ісп.) (108). ISSN 0374-6186. Архів оригіналу за 21 січня 2019. Процитовано 20 січня 2019.
- Németh, Karoly; Risso, Corina; Nullo, Francisco; Kereszturi, Gabor (2011). The role of collapsing and cone rafting on eruption style changes and final cone morphology: Los Morados scoria cone, Mendoza, Argentina. Open Geosciences. 3 (2): 102—118. Bibcode:2011CEJG....3..102N. doi:10.2478/s13533-011-0008-4. ISSN 2391-5447. S2CID 129580369.
- Pasquarè, Giorgio; Bistacchi, Andrea; Mottana, Annibale (1 вересня 2005). Gigantic individual lava flows in the Andean foothills near Malargüe (Mendoza, Argentina). Rendiconti Lincei (англ.). 16 (3): 127—135. doi:10.1007/BF02904761. ISSN 1720-0776. S2CID 126951874.
- Pomposiello, M. C.; Favetto, A.; Mackie, R.; Booker, J. R.; Burd, A. I. (1 серпня 2014). Three-dimensional electrical conductivity in the mantle beneath the Payún Matrú Volcanic Field in the Andean backarc of Argentina near 36.5°S: evidence for decapitation of a mantle plume by resurgent upper mantle shear during slab steepening. Geophysical Journal International (англ.). 198 (2): 812—827. Bibcode:2014GeoJI.198..812B. doi:10.1093/gji/ggu145. ISSN 0956-540X.
- Risso, Corina; Németh, Karoly; Martin, Ulrike (1 вересня 2006). Geotopvorschläge für pliozäne bis rezente Vulkanfelder in Mendoza, Argentinien [Proposed geosites on Pliocene to Recent pyroclastic cone fields in Mendoza, Argentina]. Zeitschrift der Deutschen Gesellschaft für Geowissenschaften (англ.). 157 (3): 477—490. doi:10.1127/1860-1804/2006/0157-0477.
- Risso, Corina; Nemeth, Karoly; Nullo, Francisco (14 квітня 2009). Field Guide to Payún Matru and Llancanelo volcanic fields, Malargüe – Mendoza (PDF). 3rd International Maar Conference. ResearchGate (англ.). Процитовано 20 січня 2019.
- Rossotti, Andrea; Massironi, Matteo; Boari, Elena; Bertotto, Gustavo Walter; Francalanci, Lorella; Bistacchi, Andrea; Pasquarè, Giorgio (2008). Very long pahoehoe inflated basaltic lava flows in the Payenia volcanic province (Mendoza and la Pampa, Argentina). Revista de la Asociación Geológica Argentina. 63 (1): 131—149. ISSN 0004-4822. Архів оригіналу за 24 січня 2019. Процитовано 24 січня 2019.
- Sato, Kei; Gonzalez, Pablo D.; Llambias, Eduardo J.; Hernando, Irene R. (5 січня 2012). Volcanic stratigraphy and evidence of magma mixing in the Quaternary Payun Matru volcano, andean backarc in western Argentina. Andean Geology (амер.). 39 (1): 158—179. doi:10.5027/andgeoV39N1-a08. ISSN 0718-7106. Архів оригіналу за 21 січня 2019. Процитовано 20 січня 2019.
- Spakman, W.; González, P. D.; Frei, R.; Aragón, E.; Hernando, I. R. (1 січня 2014). Constraints on the Origin and Evolution of Magmas in the Payún Matrú Volcanic Field, Quaternary Andean Back-arc of Western Argentina. Journal of Petrology (англ.). 55 (1): 209—239. Bibcode:2014JPet...55..209H. doi:10.1093/petrology/egt066. ISSN 0022-3530.
- Sumino, Hirochika; Orihashi, Yuji; Ponce, Alexis Daniel; Bertotto, Gustavo Walter; Bernardi, Mauro Ignacio (30 січня 2019). Volcanology and inflation structures of an extensive basaltic lava flow in the Payenia Volcanic Province, extra-Andean back arc of Argentina. Andean Geology (англ.). 46 (2): 279—299. doi:10.5027/andgeoV46n2-3180. ISSN 0718-7106. Архів оригіналу за 27 квітня 2019. Процитовано 27 квітня 2019.